# ترافيس لويس
ترافيس لويس (بالإنجليزية: Travis Lewis)‏ هو لاعب كرة قدم أمريكية أمريكي، ولد في 15 يناير 1988 في سان أنطونيو في الولايات المتحدة.

## وصلات خارجية
- ترافيس لويس على موقع مرجع كرة القدم المحترفة.كوم (الإنجليزية)